# Rada Miasta Gdańska
Rada Miasta Gdańska – samorządowy organ władzy uchwałodawczej w Gdańsku, sprawujący także funkcje kontrolne, złożony z radnych pochodzących z wyboru, działający na podstawie przepisów o samorządzie gminnym oraz o samorządzie powiatowym.

## Do 1945
Rada miasta Gdańska powstała najprawdopodobniej w okolicach 1272 roku, po buncie mieszczan gdańskich. Początkowo rada była wybierana przez ludność gdańską, następnie z woli zbiorowości społecznej. Rada swoimi działaniami doprowadziła także do ograniczenia roli sołtysa, skupiając w swoim ręku władzę ustawodawczą, wykonawczą i sądowniczą.
W Głównym Mieście do 1457 roku funkcjonowały dwie rady: Rada Ogólna i Rada Zasiadająca. Rada Ogólna posiadała 24 członków (4 burmistrzów i 20 rajców), wybierała ona Radę Zasiadającą która posiadała 12 członków (2 burmistrzów i 10 rajców), mandat rajcy był dożywotni. Rada Zasiadająca była organem sprawującym rządy w mieście. Z członków rady wybierano burmistrzów.
Po wojnie trzynastoletniej, kiedy Główne Miasto uzyskało wielki przywilej od polskiego króla Kazimierza Jagiellończyka podporządkowało swojej władzy także Stare Miasto, Osiek i tereny po zniszczonym Młodym Mieście. W Gdańsku funkcjonowała Rada Ogólna, reprezentująca całość zjednoczonego miasta. Zasiadało w niej 4 burmistrzów oraz 19 rajców (w tym 5 ze Starego Miasta Gdańska, dysponujących jednak tylko jednym głosem). Rajcowie sprawowali pieczę nad szpitalami, strażą pożarną, mennicą, aptekami, bractwami strzeleckimi, cechami itp.
W latach 1342–1525 we władzach Głównego Miasta zasiadali przedstawiciele 245 rodzin, natomiast w latach 1526–1792 tylko 128. W okresie nowożytnym władzę w Gdańsku sprawowała grupka najbogatszych mieszczan i patrycjuszy. Wynikało to również z faktu, że godność rajcy była przez dłuższy czas funkcją honorową. Osoby zasiadające w Radzie Miejskiej musiały zatem dysponować własnym majątkiem.
W 1526 roku utworzono Trzeci Ordynek (I Ordynek stanowiła Rada Miasta, II Ordynek – Ława Miejska Głównego i Starego Miasta). W skład Trzeciego Ordynku weszli reprezentanci najważniejszych w tym czasie cechów głównych, czyli rzeźników, piekarzy, szewców i kowali. Do 1678 członków Trzeciego Ordynku wybierała Rada Miejska, zwoływała ich też na posiedzenia i wskazywała sprawy, które poddawano dyskusji.
W 1793 roku, po II rozbiorze Polski, Gdańsk znalazł się w granicach Prus. 17 kwietnia zawieszono działanie Rady Miejskiej, Ławy i Trzeciego Ordynku; 7 maja członkowie Rady Miejskiej, na znak żałoby zrezygnowawszy ze zwyczajowych, ozdobnych strojów, w czarnych odzieniach bez ozdób, złożyli w sali Ratusza Głównego Miasta hołd i przysięgę wierności reprezentantom króla pruskiego. 13 maja powołano tymczasowy, osiemnastoosobowy Zarząd Miasta z prezydentem na czele. Zarząd Miasta przejął większość dotychczasowych obowiązków Rady Miejskiej, powołano też specjalną komisję do spraw szkolnych i kościelnych, Ławę Miejską zastąpiono sądem miejskim, rozwiązano Trzeci Ordynek. 25 lipca 1794 roku tymczasowy Zarząd Miasta rozwiązano, wprowadzając nowe zasady działania władz miejskich. Wyłoniony wówczas nowy Zarząd Miasta, podlegający Kamerze Wojenno-Skarbowej w Kwidzynie, składał się z ośmiu osób, na czele stał prezydent. 9 sierpnia 1805 roku powołano Radę Miejską jako ciało doradcze Zarządu Miasta. Składała się z 24 radnych miejskich, 12 miejsc zajmowali w niej kupcy i rzemieślnicy. Radnym mógł zostać każdy posiadający obywatelstwo miasta i zamieszkujący je. Wyboru dokonywali również tylko gdańszczanie. Radnych wybierano na cztery lata, corocznie wymianie podlegała jedna czwarta składu. Radni mieli prawo wnoszenia do Zarządu petycji związanych z problemami miasta, składania skarg na urzędników Zarządu, przysługiwał im też głos doradczy.
W 1815 po powrocie Gdańska w granice państwa pruskiego, powołano Zarząd Miasta z nadburmistrzem na czele i radcami etatowymi oraz nieetatowymi. W mieście urzędowała trzydziestoosobowa Rada Miejska zwana Reprezentacją Mieszczan. W 1821 roku powołana została sześćdziesięcioosobowa Rada Miejska zwana Stadtverordneten Versammlung. Do 1853 kadencja Rady Miejskiej trwała trzy lata, od 1853 przedłużono ją do sześciu lat, przy czym co dwa lata zmieniano w wyborach jedną trzecią składu. Na czele Rady stał przewodniczący, powoływany corocznie w styczniu, miał on jednego lub dwóch zastępców. Posiedzenia Rady odbywały się co dwa tygodnie, w wyjątkowych wypadkach zwoływano posiedzenia nadzwyczajne. W drugiej połowie XIX wieku, wraz ze wzrostem liczby mieszkańców, zwiększono liczebność radnych z przedmieść kosztem przede wszystkim Głównego Miasta, przy zachowaniu tradycyjnego podziału na okręgi wyborcze.
W okresie Wolnego Miasta Gdańska zgodnie z jego konstytucją z 1922 roku, funkcję zarządu miasta pełnił Senat. Do 6 lutego 1924 działała w Gdańsku sześćdziesięcioosobowa Rada Miejska, powołana w powszechnych wyborach.
Po włączeniu Gdańska w skład III Rzeszy powołano zarząd miasta na czele z nadburmistrzem. W 1940 utworzono 36-osobową Radę Miejską, zwaną Radą Panów Rajców.

## 1945–1990
Po zakończeniu wojny władze narodu powołały Radę Narodową. Pierwsze posiedzenie gdańskiej Miejskiej Rady Narodowej odbyło się w 1945 roku. W jej skład weszły cztery partie narodowe: Polska Partia Robotnicza (11 mandatów), Polska Partia Socjalistyczna (11 mandatów), Stronnictwo Ludowe (6 mandatów), Stronnictwo Demokratyczne (6 mandatów). Organem wykonawczym samorządu terytorialnego był Zarząd Miasta na czele z prezydentem. Prezydenta i wiceprezydenta wybierała MRN, kandydatury zatwierdzane były następnie przez władze państwowe. W 1950 roku zlikwidowano urząd prezydenta miasta wszystkie jego obowiązki przejął przewodniczący MRN. Pierwsze posiedzenie gdańskiej Miejskiej Rady Narodowej w nowej funkcji odbyło się 2 kwietnia 1950 roku. Członkowie MRN pochodzili początkowo z nominacji, wybierano ich dopiero od 5 grudnia 1954. W radzie mogło być od 75 do 150 członków. Prawo do zgłoszenia kandydatury na członka Rady narodowej miały organizacje polityczne, zawodowe i spółdzielcze. Ostatecznym dopuszczeniem obywatela na kandydata do Rady Narodowej zajmował się Urząd Bezpieczeństwa Publicznego. Od 1952 wybory do Rad Narodowych odbywały się co trzy lata. W Gdańsku urzędowały również trzy Dzielnicowe Rady Narodowe. W 1973 roku przywrócono urząd prezydenta miasta. Stał się on jednoosobowym organem administracji państwowej, tym samym prezydium MRN przestało pełnić funkcję organu administracji państwowej i powróciło do roli organizatora prac MRN.

## Po 1990
W 1990 doszło do odrodzenia samorządowej Rady Miasta Gdańska – zlikwidowana została Rada Narodowa, 27 maja tego samego roku odbyły się wybory samorządowe. 5 czerwca 1990 odbyła się pierwsza sesja rady w Wielkiej Sali Wety Ratusza Głównego Miasta. Początkowo rada liczyła 60 radnych. 10 lipca tego samego roku RMG dokonała wyboru prezydenta miasta. Został nim Jacek Starościak. 
Od 1999 siedzibą rady i jej biura jest Nowy Ratusz w Gdańsku. 30 kwietnia 2020 z powodu pandemii koronawirusa, odbyła się pierwsza w historii wirtualna sesja Rady Miasta Gdańska.
Rada Miasta Gdańska przyznaje honorowe obywatelstwo miasta, Medal św. Wojciecha oraz medal księcia Mściwoja II.

## Kadencje Rady Miasta Gdańska[5]

### I kadencja (1990–1994)
- przewodniczący
  - Franciszek Jamroż (1990–1991)
  - Andrzej Januszajtis (1991–1994)
- wiceprzewodniczący
  - Andrzej Bądkowski (1990–1994)
  - Tomasz Bedyński (1990–1994)
  - Stefan Jaśkiewicz[6] (1990–1994)

### II kadencja (1994–1998)
- przewodniczący
  - Paweł Adamowicz (1994–1998)
- wiceprzewodniczący
  - Wacław Baliński[7] (1994–1998)
  - Tadeusz Gleinert[8] (1994–1998)
  - Tomasz Sowiński (1994–1997)
  - Sławomir Niecko[9] (1997–1998)

### III kadencja (1998–2002)
- przewodniczący
  - Elżbieta Grabarek-Bartoszewicz[10] (1998–2001)
  - Bogdan Oleszek (2001–2002)
- wiceprzewodniczący
  - Stefan Grabski[11] (1998–2001)
  - Wacław Szulc[12] (1998–2001)
  - Maciej Lisicki (1998–2002)
  - Marek Kostecki (2001–2002)

### IV kadencja (2002–2006)
- przewodniczący
  - Bogdan Oleszek (2002–2006)
- wiceprzewodniczący
  - Jarosław Gorecki (2002–2006)
  - Eugeniusz Węgrzyn[13] (2002–2003)
  - Aleksander Żubrys (2003–2006)
  - Ryszard Nikiel (2002–2005)
  - Tomasz Sowiński (2005–2006)

### V kadencja (2006–2010)
- przewodniczący
  - Bogdan Oleszek (2006–2010)
- wiceprzewodniczący
  - Mariusz Pankowski (2006–2010)
  - Sylwester Pruś (2006–2010)
  - Agnieszka Pomaska (2006–2009)
  - Agnieszka Owczarczak (2009–2010)

### VI kadencja (2010–2014)
- przewodniczący
  - Bogdan Oleszek (2010–2014)
- wiceprzewodniczący
  - Jarosław Gorecki (2010–2014)
  - Agnieszka Owczarczak (2010–2014)
  - Jacek Teodorczyk (2010–2014)

### VII kadencja (2014–2018)
- przewodniczący
  - Bogdan Oleszek (2014–2018)
- wiceprzewodniczący
  - Wojciech Błaszkowski[14] (2014–2018)
  - Piotr Czauderna (2014–2018)
  - Agnieszka Owczarczak (2014–2018)

### VIII kadencja (2018–2024)
- przewodniczący
  - Agnieszka Owczarczak (2018–2024)
- wiceprzewodniczący
  - Piotr Gierszewski[15] (2018–2024)
  - Mateusz Skarbek (2018–2024)
  - Beata Dunajewska[16] (2018–2019)
  - Teresa Wasilewska (2019–2024)

### IX kadencja (2024–2029)[17]
- przewodniczący
  - Agnieszka Owczarczak (od 2024)
- wiceprzewodniczący
  - Piotr Dzik (od 2024)
  - Karol Rabenda (od 2024)
  - Mateusz Skarbek[18] (od 2024)

## Składy Rady Miasta

### IV kadencja (2002–2006)[19][20]
- Platforma Obywatelska – 15 mandatów 
  - przewodniczący klubu Maciej Lisicki
- Sojusz Lewicy Demokratycznej-Unia Pracy – 6 mandatów 
  - przewodniczący klubu Aleksander Żubrys
- KW Wyborców i Sympatyków Lecha Kaczyńskiego Prawo i Samorządność – 6 mandatów 
  - przewodniczący klubu Kazimierz Koralewski
- Liga Polskich Rodzin – 5 mandatów
- Samoobrona – 1 mandat
- Obywatelski Komitet Bogdana Borusewicza – 1 mandat

### V kadencja (2006–2010)[21][22]
- Platforma Obywatelska – 21 mandatów 
  - przewodniczący klubu Jarosław Gorecki
- Prawo i Sprawiedliwość – 13 mandatów 
  - przewodniczący klubu Kazimierz Koralewski

### VI kadencja (2010–2014)[23][24]
- Platforma Obywatelska – 26 mandatów 
  - przewodniczący klubu Maciej Krupa
- Prawo i Sprawiedliwość – 7 mandatów  
  - przewodniczący klubu Grzegorz Strzelczyk
- Sojusz Lewicy Demokratycznej – 1 mandat 
  - radna Jolanta Banach

### VII kadencja (2014–2018)[25]
- Platforma Obywatelska – 22 mandaty
  - przewodniczący klubu
    - Aleksandra Dulkiewicz (2014–2017)
    - Piotr Borawski (2017–2018)
- Prawo i Sprawiedliwość – 12 mandatów 
  - przewodniczący klubu Kazimierz Koralewski

### VIII kadencja (2018–2024)[26][27]
- Koalicja Obywatelska – 15 mandatów
  - przewodniczący klubu 
    - Piotr Borawski (2018–2019)
    - Cezary Śpiewak-Dowbór (2019–2024)
- Prawo i Sprawiedliwość – 12 mandatów 
  - przewodniczący klubu 
    - Kacper Płażyński (2018–2019)
    - Kazimierz Koralewski (2019–2024)
- Wszystko dla Gdańska – 7 mandatów
  - przewodnicząca klubu Beata Dunajewska

### IX kadencja (2024–2029)[28]
- Koalicja Obywatelska – 16 mandatów
  - przewodniczący klubu Cezary Śpiewak-Dowbór
- Wszystko dla Gdańska – 10 mandatów
  - przewodnicząca klubu Katarzyna Czerniewska
- Prawo i Sprawiedliwość – 8 mandatów
  - przewodniczący klubu Tomasz Rakowski

Skład Rady Miasta w 2002
Skład Rady Miasta w 2006
Skład Rady Miasta w 2010
Skład Rady Miasta w 2014
Skład Rady Miasta w 2018

## Młodzieżowa Rada Miasta Gdańska
Młodzieżowa Rada Miasta Gdańska jest organem doradczo-konsultacyjnym, który powstał w maju 2011 na podstawie uchwały Rady Miasta Gdańska. Składa się z przedstawicieli gdańskiej młodzieży szkół podstawowych (klasy 7 oraz 8) i ponadpodstawowych. Obecnie składa się z 33 radnych. Podczas I sesji rady wybierany jest przewodniczący, oraz od 1 do 4 wiceprzewodniczących.

### Przewodniczący Młodzieżowej Rady Miasta Gdańska
- I kadencja[31]
  - Michał Orfin (2011–2013)[32]
  - Wojciech Dudzic (w 2013)

- II kadencja
  - Szymon Krawczuk (2013–2015)

- III kadencja
  - Kacper Rutkowski (2015–2016)
  - Paulina Nowak (2016–2017)

- IV kadencja
  - Olaf Szczełuszczenko (2017–2018)
  - Paulina Nowak (2018–2019)

- V kadencja
  - Jakub Hamanowicz (2019–2020; 2020–2021 jako p.o.)[33]
  - Hubert Zawadzki (w 2021)[34][35]

- VI kadencja
  - Michał Jankowski (2022–2023)
  - Wiktoria Bojanowska (2023–2024)

- VII kadencja
  - Sambor Godziszewski (w 2024)[36]
  - Oliwier Starczewski (od 2024)[37]

## Gdańska Rada Seniorów[38]

### Przewodniczący Gdańskiej Rady Seniorów
- I kadencja
  - Aleksander Żubrys (2018–2024)[39]

- II kadencja
  - Aleksander Żubrys (od 2024)[40]

## Znani Radni
- Paweł Adamowicz – działacz opozycji demokratycznej w okresie PRL, w latach 1998–2019 prezydent Gdańska
- Jolanta Banach – polska polityk, nauczycielka, posłanka na Sejm II, III i IV kadencji, sekretarz stanu w Ministerstwie Pracy i Polityki Społecznej (w latach 2001–2003), następnie do 2004 sekretarz stanu w Ministerstwie Gospodarki, Pracy i Polityki Społecznej
- Michał Bidas – polski sportowiec, trener reprezentacji Polski w koszykówce, nauczyciel akademicki Uniwersytetu Gdańskiego, w latach 1994–1997 wiceprezydent Gdańska
- Liliana Barańska – polska polityk, posłanka na Sejm PRL IX kadencji
- Piotr Borawski – polski samorządowiec i polityk, w latach 2010–2018 i w 2024 Radny Gdańska, w latach 2018–2024 i od 2024 zastępca prezydenta Gdańska
- Jerzy Borowczak – polski polityk i działacz związkowy, poseł na Sejm III, VI, VII, VIII i IX kadencji
- Krzysztof Brzeziński – polski przedsiębiorca, polityk, poseł na Sejm RP II kadencji
- Małgorzata Chmiel – polska polityk, architekt i samorządowiec, posłanka na Sejm VIII i IX kadencji
- Piotr Czauderna – polski lekarz, chirurg dziecięcy, profesor nauk medycznych, w 2019 prezes Agencji Badań Medycznych
- Aleksandra Dulkiewicz – polska samorządowiec i prawnik, zastępca prezydenta Gdańska w latach 2017–2019, pełniąca funkcję prezydenta Gdańska w 2019, prezydent Gdańska od 2019
- Grzegorz Grzelak – polski politolog, samorządowiec, działacz opozycji w okresie PRL, sekretarz stanu w Kancelarii Prezydenta RP Lecha Wałęsy
- Piotr Grzelak – polski urzędnik i samorządowiec, od 2014 zastępca prezydenta Gdańska
- Andrzej Jaworski – polski polityk i samorządowiec, były prezes Stoczni Gdańsk, poseł na Sejm VI, VII i VIII kadencji
- Jan Kanthak – polski prawnik, polityk i samorządowiec, poseł na Sejm IX kadencji
- Marek Kostecki – polski działacz hokeja na lodzie, samorządowiec
- Jerzy Krzyżanowski – polski inżynier, profesor nauk technicznych, nauczyciel akademicki i działacz samorządowy
- Adam Langer – polski ekonomista, wykładowca i działacz społeczny, wicewojewoda gdański (1973–1982), wiceprezydent Warszawy (1988–1990), wojewoda warszawski (1990)
- Czesław Nowak –  polski polityk, wieloletni pracownik Portu Gdańsk, działacz opozycji w okresie PRL, poseł na Sejm X (Polska Ludowa) i I (III RP) kadencji
- Zbigniew Okoński –  polski ekonomista, menedżer i polityk, w 1995 minister obrony narodowej
- Bogdan Oleszek – polski samorządowiec i działacz związkowy, w latach 2001–2018 przewodniczący rady miasta Gdańska III, IV, V, VI i VII kadencji
- Ryszard Nikiel – polski samorządowiec, elektronik i przedsiębiorca, działacz opozycyjny w PRL, w latach 2005–2006 wicemarszałek województwa pomorskiego
- Waldemar Nocny – polski historyk, pedagog, pisarz i urzędnik samorządowy, w latach 2002–2005 zastępca prezydenta Gdańska
- Kacper Płażyński – polski samorządowiec i adwokat, poseł na Sejm IX, X kadencji
- Agnieszka Pomaska – polska polityk, samorządowiec, posłanka na Sejm VI, VII, VIII, IX, X kadencji
- Tomasz Posadzki – polski prawnik i adwokat, polityk i samorządowiec, w latach 1994–1998 prezydent Gdańska
- Karol Rabenda – polski działacz społeczny i polityczny, od 2015 prezes Stowarzyszenia „Republikanie”, w latach 2017–2021 wiceprezes partii Porozumienie, w latach 2021–2023 przewodniczący Rady Krajowej Partii Republikańskiej
- Arkadiusz Rybicki – polski polityk, działacz społeczny i samorządowy, poseł na Sejm V i VI kadencji, podsekretarz stanu w Ministerstwie Kultury i Dziedzictwa Narodowego (1999–2001)
- Tomasz Sowiński – polski polityk, nauczyciel akademicki, ostatni wojewoda gdański i pierwszy wojewoda pomorski
- Jacek Starościak – polski samorządowiec, urzędnik państwowy i dyplomata, w latach 1990–1991 pierwszy po przemianach demokratycznych prezydent Gdańska